# حیات وحش تونس
حیات وحش تونس متشکل از گیاگان و زیاگان این کشور است. تونس که شمالی‌ترین کشور قاره آفریقاست، حدود ۱۷ پارک ملی را برای حفاظت از حیات وحش طبیعی خود اختصاص داده است که دو تای آن‌ها به‌عنوان میراث جهانی یونسکو ثبت شده‌اند. این کشور لزوماً حیوان ملی ندارد؛ با این حال، دارای چند مورد سمبل سنتی مانند شتر یک‌کوهانه است. مناطق خشک و بایر تونس جایگاه چندین نوع از جانوران خطرناک حیات وحش هستند که برای انسان‌ها می‌توانند خطرآفرین باشند. کژدم دم‌پهن برای نمونه یکی از خطرناک‌ترین انواع کژدم در جهان است.